# Greix humà

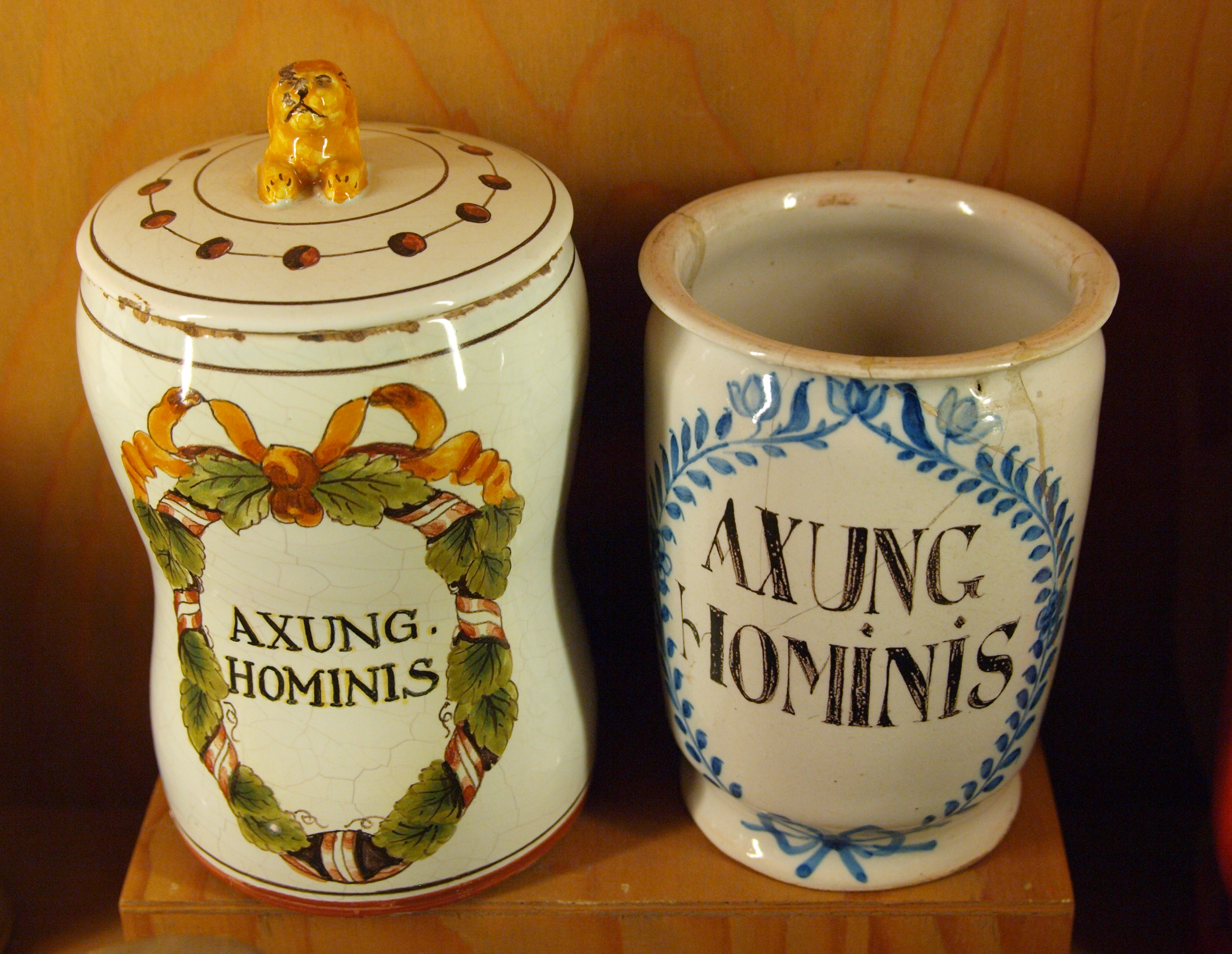
Dos gots d'apotecari amb la inscripció AXUNG. HOMINIS de greix humà, aprox. segle XVII o XVIII

El greix humà (alemany Menschenfett, llatí Axungia hominis) era esmenat en la farmacopea europea des del segle xiv com un important com un important component greixós de qualitat per als ungüents i altres medicaments a Europa. En velles receptes el teixit adipós humà era esmentat com a Pinguedo hominis o Axungia hominis, a més d'altres greixos d'origen animal, com els ossos (Axung. ursi), escurçons (Axung. viperarum), castors (Axung. castoris), gats (Axung. Cati sylvestris) i molts altres. El metge alemany Johann Agricola (1496–1570) va descriure la recuperació del greix humà i les seves aplicacions.

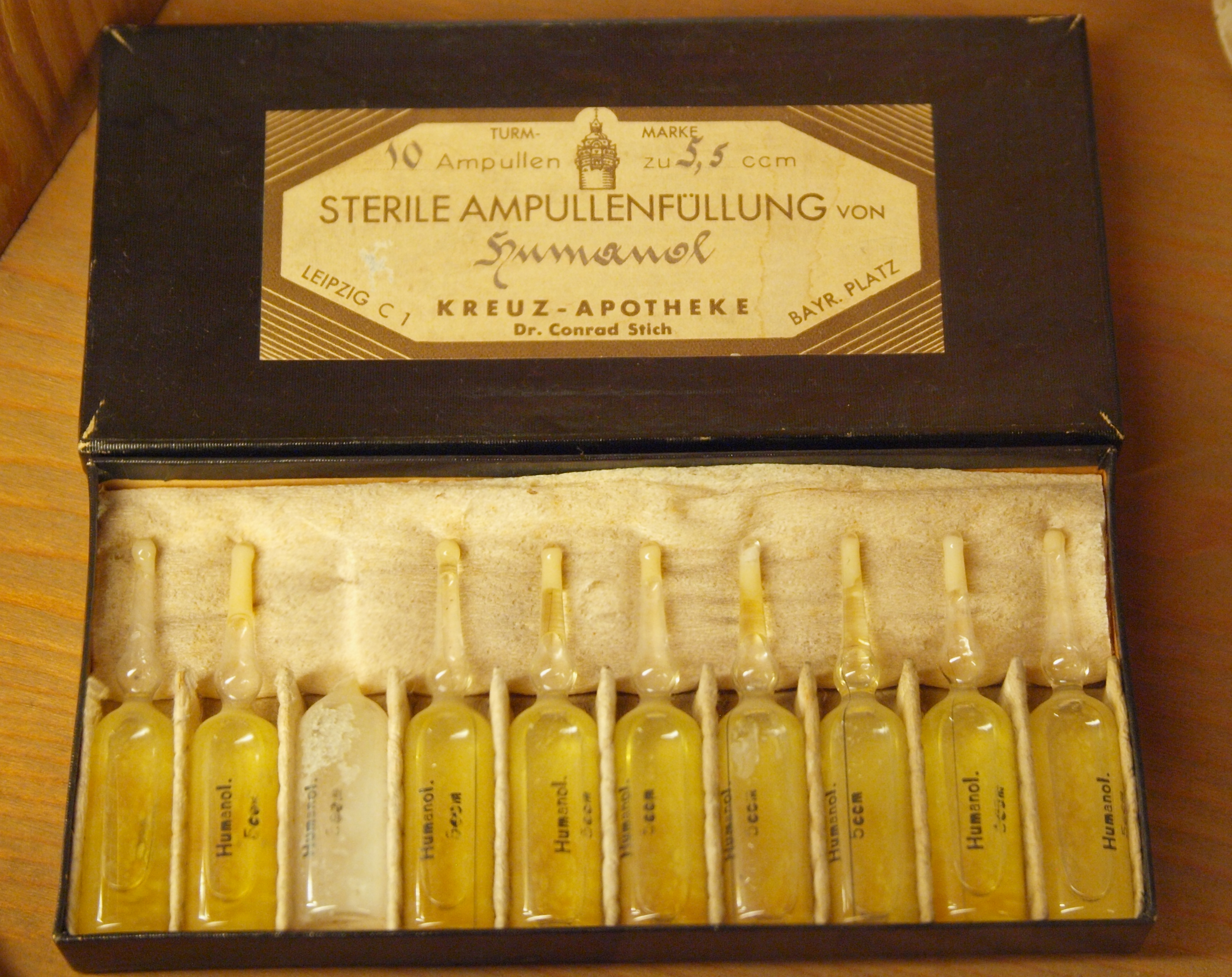
Humanol Steril de Turm-Apotheke Leipzig, aprox. començament del segle XX

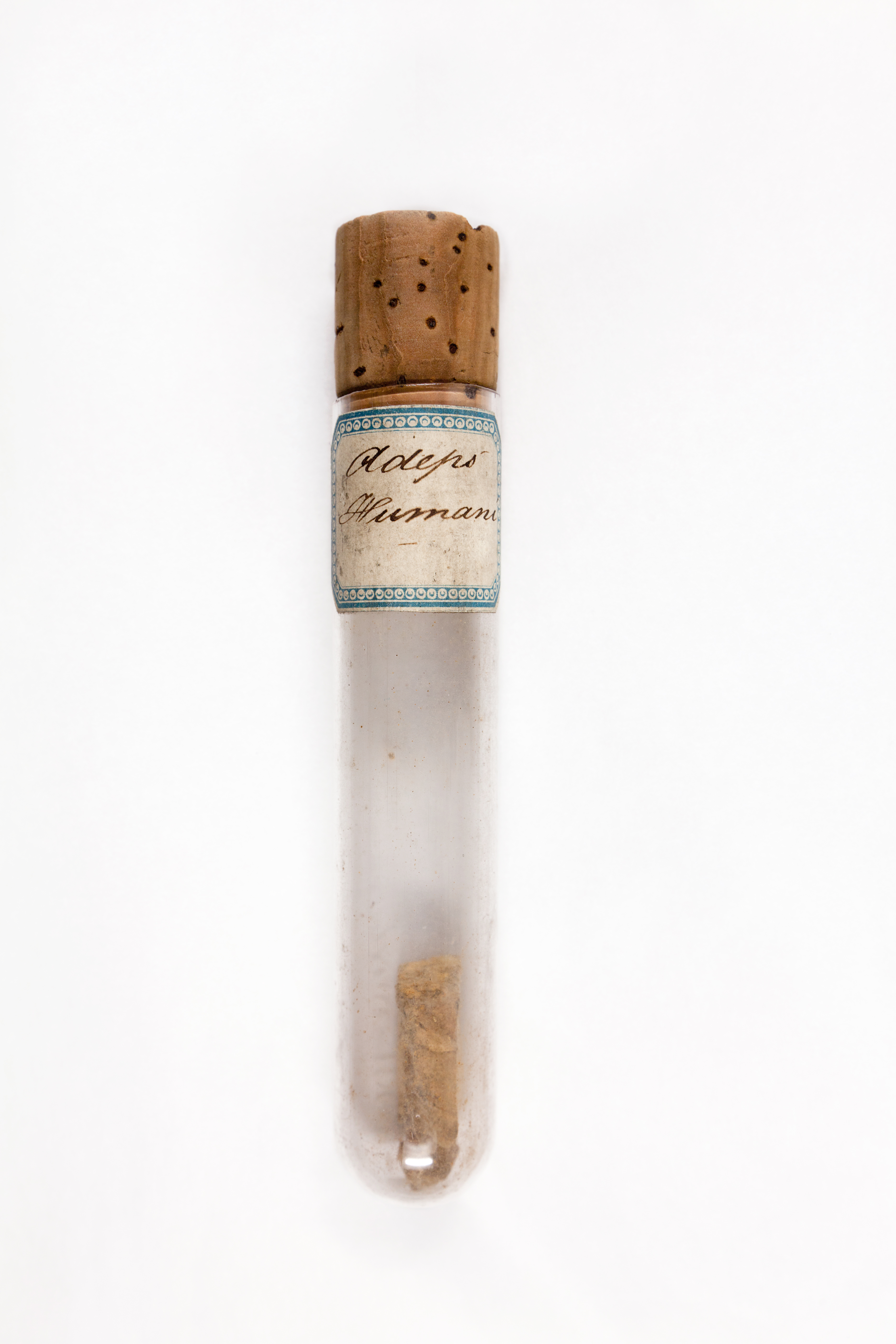
Ampolla de vidre amb el contingut i inscripció Adeps Humani

En medicina tradicional europea es creia que el greix humà tenia un significat de màgia curativa fins al segle xix. Molts botxíns recuperaven el greix anomenat "Armsünderfett" o "Armsünderschmalz" (en alemany greix dels pobres pecadors executats) dels cossos dels seus executants per vendre'l. Per alguns botxins la comercialització de greix humà era una important font d'ingressos. En la medicina tradicional a moltes altres parts dels cossos dels executats, així com el seu greix, els adjudicaven una força d'acció especial, que va evolucionar a partir de la creença de sacrifici pagà. El greix humà es va utilitzar per fer ungüents per al tractament de diverses malalties com ara mal d'ossos, mal de queixal i gota. També es considerava una panacea per a determinades malalties associades amb caquèxia (per exemple, tuberculosi). També s'atribuïa al greix humà un efecte analgèsic en l'artritis reumatoide.
Des de finals del segle xix el greix humà era produït i ofert sota el nom comercial Humanol com una preparació estèril i liquada per injeccions a Alemanya. El 1909 es va introduir per al tractament quirúrgic de les cicatrius, la desinfecció de ferides, i les revisions de la ferida. En la dècada de 1920 va deixar d'estar de moda degut a les baixes taxes de curació i la incidència d'embòlies grasses causades per la seva aplicació. El Dr. Rudolf Spanner, director de l'Institut Anatòmic de Danzig va establir un procés per fabricar sabó amb greix humà en 1943-44 i es va produir una limitada quantitat de sabó amb la finalitat de netejar les sales d'autòpsia. Hom creu que la procedència del greix eren el Camp de concentració de Stutthof, la presó municipal de Danzig i l'hospital psiquiàtric de Danzig.
Fins a la dècada de 1960 diversos fabricants oferien presumptes cremes antiarrugues per a ús extern (Hormocenta d'Hormocenta cosmètica Böttger GmbH, o Placentubex C de Merz Pharma) que contenia greix humà de placenta recollits per llevadores i departaments obstètrics amb fins industrials. L'ús de placentes humanes es va abandonar a favor de productes d'origen animal. A Perú un grup de gàngsters anomenats pishtacos va ser acusats d'haver fabricat i comercialitzat greix humà, però el cas va resultar una invenció dels investigadors.

## Mites

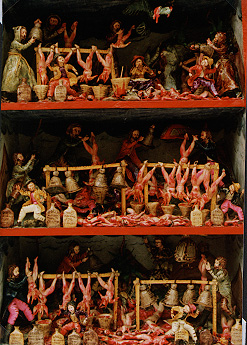
Pishtacos en l'era colonial (dalt), segle XX (mig) i ara (baix). Retablo ayacuchano, Ayacucho

Al folklore d'Espanya (sacamantecas) i Perú (pishtaco) hi ha monstres o criminals que assassinaven per aconseguir greix humà.
Manuel Blanco Romasanta (1809-1863), el primer assassí en sèrie documentat a Espanya, va ser acusat d'extreure el greix de les seves víctimes per vendre a Portugal una unça de greix per obtenir una unça d'or. Un altre assassí en sèrie, Juan Díaz de Garayo, era conegut popularment com el sacamantecas.
En els temps moderns, la creença es racionalitza en que el greix s'utilitzava per a engreixar les campanes per a un millor so, o per a la maquinària moderna, com els ferrocarrils o avions.